# مرسدس-بنز آکسور

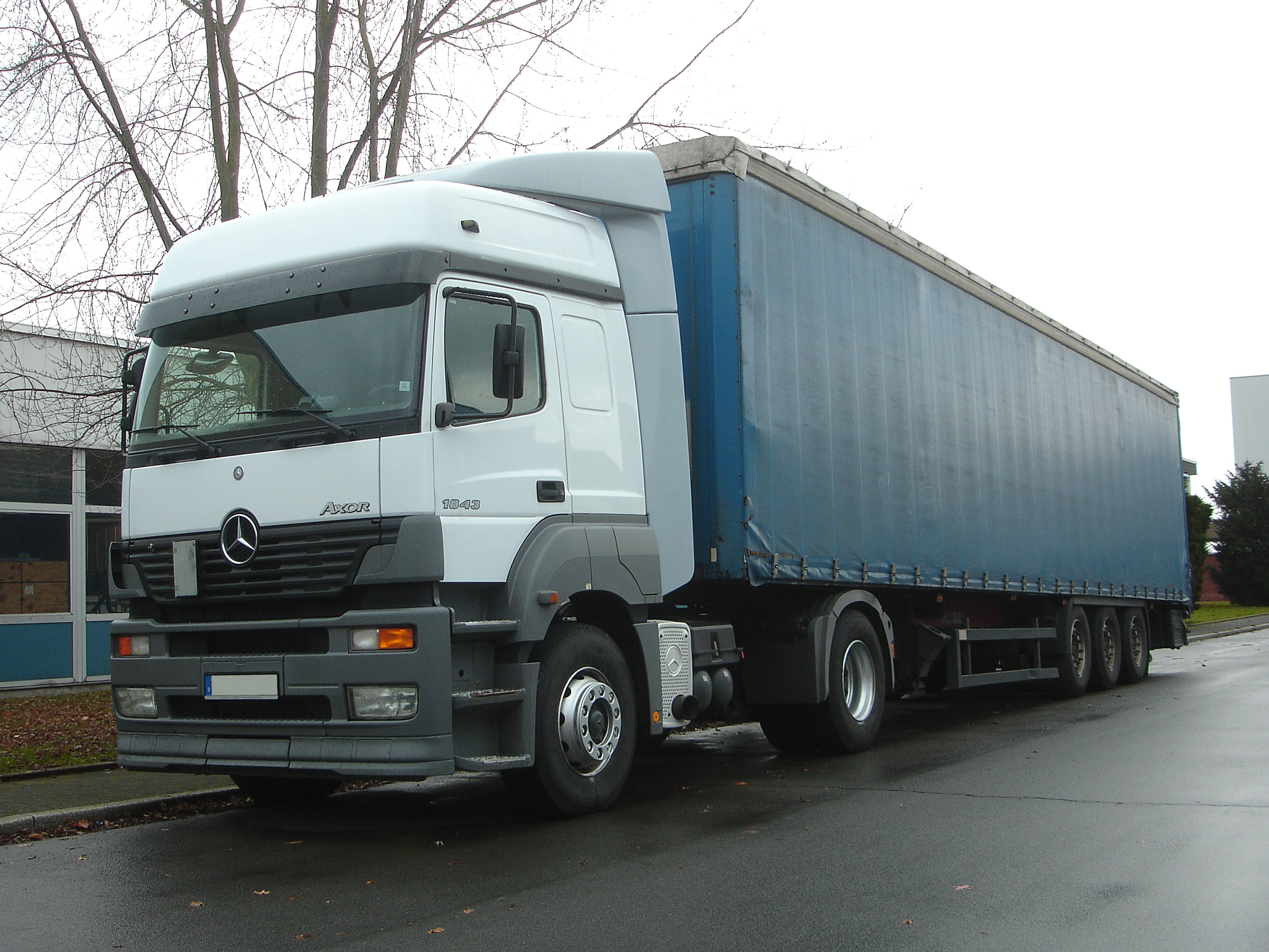
آکسور قبل از فیس لیفت

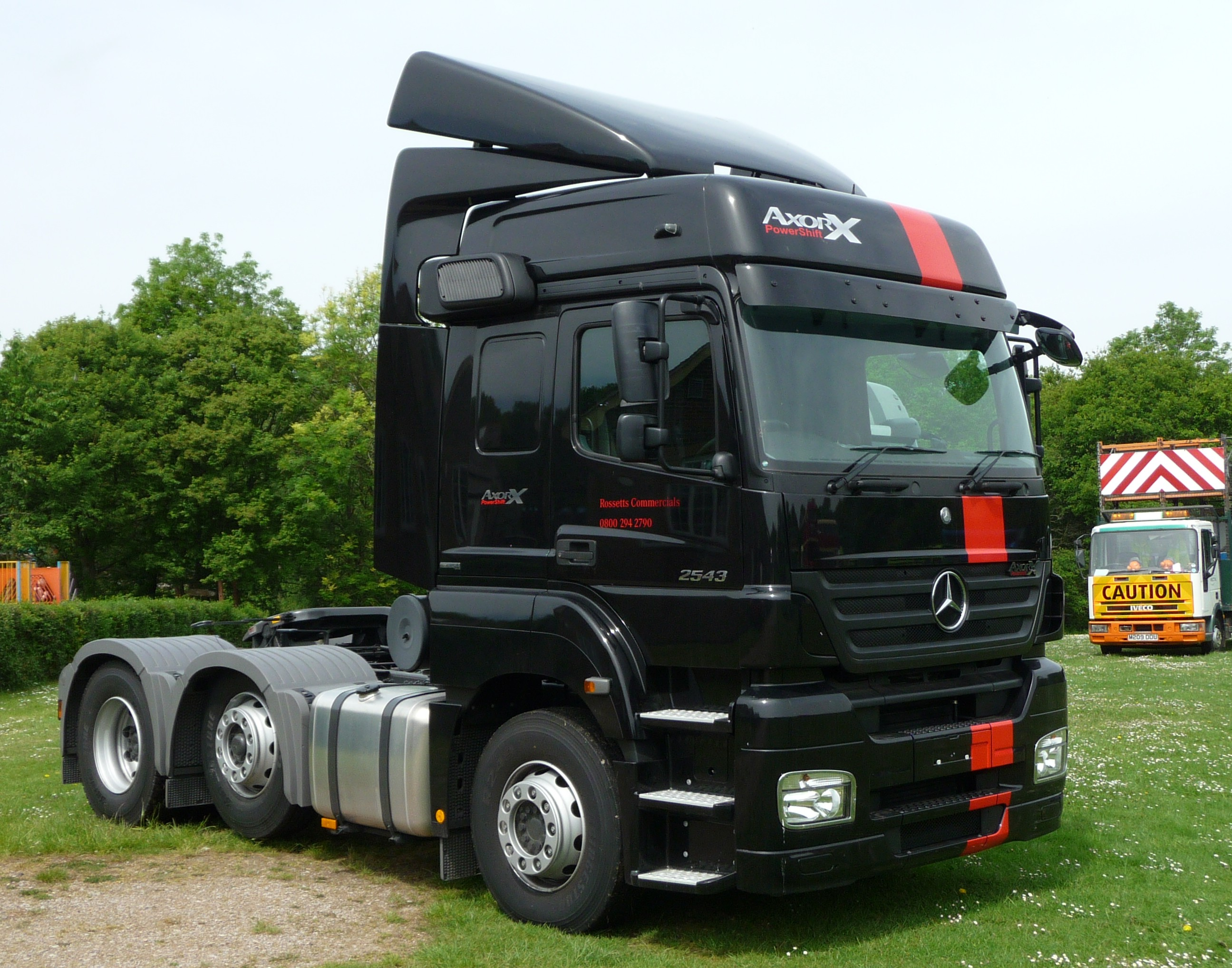
یک مرسدس بنز آکسور ۲۵۴۳

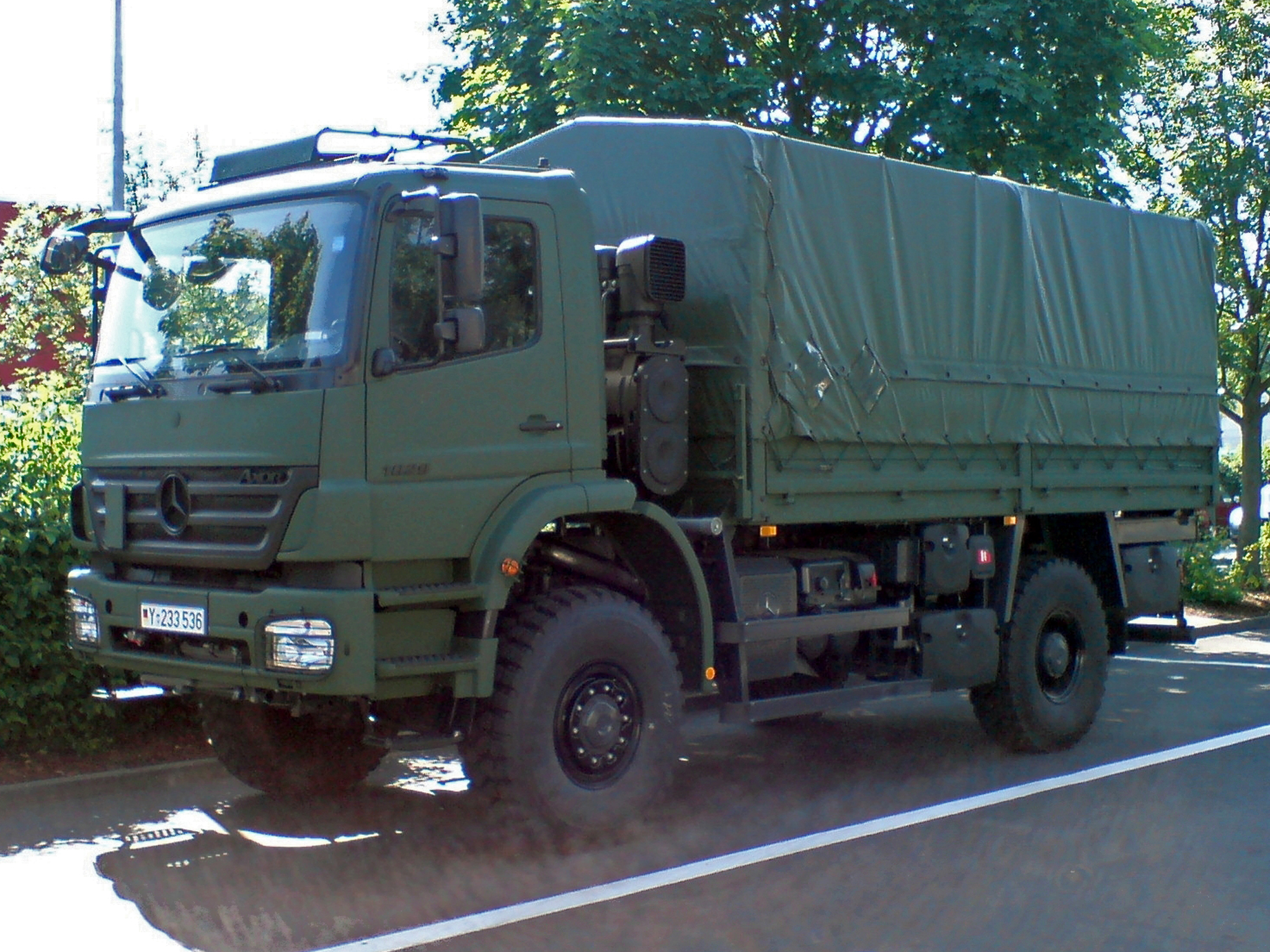
مرسدس بنز آکسور 1829 A 4x4

مرسدس بنز آکسور کامیونی است که توسط مرسدس بنز تولید می‌شود. این کامیون عمدتاً توسط ناوگان حمل و نقل استفاده می‌شود. مرسدس بنز آنتوس در سال ۲۰۱۲ در آلمان جایگزین این مدل شد. آکسور هنوز هم در برزیل تولید می‌شود.
این کامیون در نسخه پایه دارای یک سیستم تعویض دنده دستی نسبتاً ساده است همچنین جعبه دنده‌های اتوماتیک و نیمه اتوماتیک نیز برای این خودرو در دسترس است. این کامیون از یک موتور ۱۲ لیتری ۶ سیلندر تزریق مستقیم بهره می‌برد.

## فیس لیفت ۲۰۰۵
در فیس لیفت ۲۰۰۵ این خودرو بخش‌هایی از این خودرو دچار تغییراتی شد.
در ابتدا آکسور فقط به عنوان کشنده در دسترس بود اما با فیس لیفت ۲۰۰۵، مدل‌های کمپرسی نیز وارد مدار تولید شدند.